# María José Magán
Pour les articles homonymes, voir Magan (homonymie).
María José Magán, née María José Gómez Magán le 22 août 1984 à Caracas, est une actrice et mannequin vénézuélienne formée au Centro de Estudios y Formación Actoral para Televisión (CEFAT) de TV Azteca. Elle a fait ses débuts dans la telenovela Secretos del alma.

## Filmographie

### Télévision

#### Telenovelas
- 2009 : Secretos del alma (TV Azteca) : Sonia Linares
- 2009 - 2010 : Daniella (Pobre diabla) (TV Azteca) : Adriana Pérez Alvea
- 2010 : Quiéreme tonto (TV Azteca) : María
- 2011 - 2012 : Cielo rojo (TV Azteca) : Verónica Conde Ramos
- 2012 : Quererte así (TV Azteca) : Paulina Navarrete Duncán
- 2013 : Destino (TV Azteca) : Elena Vargas Del Sol
- 2014 : Prohibido amar (TV Azteca) : Rosario Sandoval
- 2015 : Tanto amor (TV Azteca) : Teresa Lombardo
- 2016-2018 : Señora Acero: Andrea Doriga Rosado/Patricia Doriga Diaz